# Campionato rumeno di calcio 1930-1931
Il Campionato Nazionale 1930-1931 è stata la 19ª edizione del campionato rumeno di calcio. La fase finale è stata disputata nel giugno 1931 e si concluse con la vittoria finale dell'UDR Reșița, al suo primo titolo.

## Formula
Le squadre vennero suddivise in gironi regionali, con le vincitrici ammesse alle finali nazionali disputate ad eliminazione diretta. Rispetto alla stagione precedente i gironi furono coordinati in cinque zone. Due squadre disputarono un turno preliminare mentre le altre tre furono ammesse direttamente alle semifinali.

## Qualificazioni
1st Round:
North : Sparta Gherla-Sticla Turda 5-1
East  : Concordia Iasi-Mihai Viteazul 3-1
West  : Minerul Vulcan-Rovine Grivita Craiova 6-3 Vulturii Lugoj-Gloria Arad 0-0 e 0-2
South : DVA Galati-Victoria Constanta 0-1 Prahova Ploiesti-Franco Romana 8-0
2nd Round:
North : Sparta Gherla-Universitatea Cluj 2-0 tav.
South : Victoria Constanta-Prahova Ploiesti 1-3
Final:
Central : Brasovia Brasov-HTV Sibiu 0-4
North   : Crisana Oradea-Sparta Gherla 5-0
East    : Macabi Cernauti-Concordia Iasi 3-1
South   : Prahova Ploiesti-Unirea Tricolor Bucuresti 1-0

## Partecipanti
| Regione | Squadra                        |
| Nord    | Crișana Oradea                 |
| Est     | Macabi Cernăuți                |
| Sud     | Prahova Ploiești               |
| Centro  | Societatea de Gimnastică Sibiu |
| Ovest   | UDR Reșița                     |

## Fase finale

### Preliminare
Il turno preliminare per accedere al tabellone finale fu disputato il 7 giugno 1931.
| Squadra 1      | Risultato | Squadra 2                      |
| -------------- | --------- | ------------------------------ |
| Crișana Oradea | 4 - 6     | Societatea de Gimnastică Sibiu |

### Semifinali
Gli incontri vennero disputati il 7 e il 14 giugno 1931.
| Squadra 1                      | Risultato | Squadra 2       |
| ------------------------------ | --------- | --------------- |
| Prahova Ploiești               | 2 - 3     | UDR Reșița      |
| Societatea de Gimnastică Sibiu | 4 - 2     | Macabi Cernăuți |

### Finale
La finale fu disputata il 28 giugno 1931.
| Squadra 1  | Risultato | Squadra 2                      |
| ---------- | --------- | ------------------------------ |
| UDR Reșița | 2 - 0     | Societatea de Gimnastică Sibiu |

## Verdetti
- UDR Reșița Campione di Romania 1930-31.